# 青森県立大湊高等学校
青森県立大湊高等学校（あおもりけんりつ おおみなとこうとうがっこう, Aomori Prefectural Ominato High School）は、青森県むつ市大湊大近川に所在する公立の高等学校。

## 概要
歴史
1948年（昭和23年）の学制改革により、定時制の高等学校として開校。当初の設置者は大湊町（町立）であった。翌1949年（昭和24年）に通常制普通課程（全日制課程普通科）を設置し、1950年（昭和25年）に青森県に移管され現校名となった。その後定時制課程は1985年（昭和60年）に廃止。2002年（平成14年）に総合学科を設置し、2004年（平成16年）に普通科が廃止された。
校章
学校案内による校章の説明
高の字が三角形△に繋がっている形であり、中央部は円にYの字の形をしている。(画像アップロード出来ないため、リンク切れに備えた文字での説明)
当校の校章は生徒一人ひとり互いが手をつなぎ、友愛・団結・協調を目指すとともに、三つの学校(大湊高校、脇野沢分校、川内分校)の形を象徴化したものを「大」の字によって結び付けています。この「大」は大湊・大高の大とともに「人」も表しています。
全体的に安定した三角形で、ダイナミックな感じとともに北国の冬を思わせるように雪の結晶を感じさせ、簡素な表現の中にも深い意味と大高生の未来を象徴しています。
注:脇野沢分校は閉校、川内分校は独立後、再分校化、閉校
なお、制定当初は上下逆であり「大」や「人」の文字は逆にすると明確である。逆三角形▽では安定性が悪いため、上下を反転させた。
校歌
歌詞は2番まであり、校名は歌詞に登場しない。
教育課程の特色
- 同市にある宇曽利湖についての研究に力を入れている。

## 沿革
- 1948年（昭和23年）
  - 5月1日 - 「青森県大湊高等学校」（定時制普通課程）が開校。設置者は大湊町で、当初は町立の高等学校であった。
  - 7月15日 - 脇野沢分校（定時制普通課程）を設置。
  - 10月7日 - 川内分校（定時制普通課程）を設置。
- 1949年（昭和24年）11月1日 - 全日制普通課程の設置が認可される。
- 1950年（昭和25年）1月1日 - 青森県に移管され、「青森県立大湊高等学校」と改称（県の後に「立」が加えられる）。
- 1951年（昭和26年）11月3日 - 校歌を制定。
- 1954年（昭和29年）4月1日 - 木材工芸科を新設。
- 1962年（昭和37年）4月1日 - 家政科を設置。
- 1964年（昭和39年）3月31日 - 木材工芸科を廃止。
- 1973年（昭和48年）3月25日 - 現在地に鉄筋コンクリート造3階ての新校舎が完成。
- 1976年（昭和51年）4月1日 - 川内分校に全日制課程を設置。
- 1978年（昭和53年）4月1日 - 川内分校が分離し、青森県立川内高等学校として独立。
- 1979年（昭和54年）
  - 3月25日 - 野球場が完成。
  - 8月15日 - プールが完成。
- 1983年（昭和58年）12月17日 - 生徒会館が完成し、「青雲寮」と命名。
- 1985年（昭和60年）3月31日 - 本校の定時制課程を廃止。
- 1988年（昭和63年）3月31日 - 脇野沢分校を廃止。
- 1991年（平成3年）3月31日 - 家政科の募集を停止。
- 1993年（平成5年）3月31日 - 家政科を廃止。
- 1996年（平成8年）3月25日 - 柔剣道場が完成。
- 1997年（平成9年）3月25日 - 特別教室棟・音楽室・コンピュータ室等が改修工事により完成。
- 1998年（平成10年）
  - 2月15日 - 第二体育館を改修。
  - 10月28日 - 創立50周年記念式典を挙行。
- 1999年（平成11年）5月19日 - 青森県中高一貫教育推進校に指定される。（～2002年（平成12年）3月31日までの1年間）
- 2001年（平成13年）6月 - 普通教室棟東側の耐震改修工事が完了。
- 2002年（平成14年）
  - 4月1日 - 総合学科を設置。普通科の募集を停止。むつ市立大湊中学校と連携型中高一貫教育を開始。
  - 12月 - 総合学科の設置に伴い、改修を実施。
- 2003年（平成15年）10月 -  管理棟の耐震改修工事が完成。
- 2004年（平成16年）
  - 2月16日 - 部室が完成。
  - 3月31日 - 普通科を廃止。
- 2008年（平成20年）4月1日 - 青森県立川内高等学校を統合し、川内校舎（全日制課程 普通科）とする（30年ぶりに再分校化）。
- 2009年（平成21年）
  - 4月1日 - 中学側の「連携コース」を廃止、3年後の2012年（平成23年）に「連携型入学者選抜」を廃止し中高一貫教育を解消[2]。
  - 第62回青森県高等学校総合体育大会 陸上競技 男子総合 優勝（2年連続）。第91回全国高等学校野球選手権青森大会準優勝。
- 2016年（平成28年） - 第98回全国高等学校野球選手権青森大会準優勝。
- 2021年（令和3年）3月 - 川内校舎を廃止[3]。

## 学校行事
2学期制
前期
- 7月 - 文化祭 - ねぶたを自主制作し、市内を練り歩く。

後期
- 10月頃 - 耐久遠足 - 釜臥山を中心とした20km～30kmの軽登山コースを踏破する。

## 部活動
運動部
- 陸上競技部
- 硬式野球部
  - 「下北から甲子園」を合言葉に励んでいる。2009年の第91回全国高等学校野球選手権青森大会では決勝で青森山田に3-4で敗れるものの準優勝。2016年の第98回全国高等学校野球選手権青森大会では7年前に決勝で敗れた青森山田に3-2で勝利、準々決勝では八戸工大一に4-3で勝利を果たし、平成に入ってからは5度目のベスト4進出。準決勝では、弘前学院聖愛に8-4で勝利。決勝では八戸学院光星に0-11で敗れ2度目の準優勝。
- 卓球部
- テニス部
- ソフトテニス部
- 剣道部
- サッカー部
- バレーボール部
- ボート部
- ヨット部
- ソフトボール部
- バスケットボール部
- バドミントン部
- 柔道部
- 水泳部

文化部
- 応援団
- 吹奏楽部
- 美術部
- 写真部
- 演劇部
- 家政部
- 書道部
- JRC部
- 英語研究部
- パソコン部

## 統合案
青森県教育委員会の県立高校再編の第2期実施計画案では2028年度末をもって青森県立むつ工業高等学校と統合する案が出されている。

## アクセス
- JR大湊線大湊駅よりJRバス宇曽利川行あるいは脇野沢庁舎行で、「大湊高校入口」下車。徒歩3分[5]。
  - 校舎前に乗り入れる便はあるが、朝のみの運行である[6]。

## 著名な出身者
- サガユウキ - シンガーソングライター
- 松山ケンイチ - 俳優
- 藤崎竜 - 漫画家
- 岸本鷹幸 - 陸上競技選手（400mハードル48秒41は、日本歴代5位）ロンドンオリンピック代表
- 吉田理子 - アトランタオリンピックにボート競技・軽量級ダブルスカルに出場。青森県出身の漕艇選手としては、五輪出場は初めてとなった[7]。